# Österreichische Fußball-Frauenmeisterschaft 2004/05
Die österreichische Fußball-Frauenmeisterschaft wurde 2004/05 zum 33. Mal nach der 35-jährigen Pause zwischen 1938 und 1972. ausgetragen. Die höchste Spielklasse ist die ÖFB Frauen-Bundesliga und wurde zum dritten Mal durchgeführt. Die zweithöchste Spielklasse, in dieser Saison die 26. Auflage, wurde in vier regionale Ligen unterteilt, wobei die 2. Division Mitte zum 5. Mal, die 2. Division Ost zum 11. Mal, die Regionalliga West zum 11. Mal und die Landesliga Steiermark zum 6. Mal ausgetragen wurde.
Österreichischer Fußballmeister wurde zum 3. Mal in Folge SV Neulengbach. Die Meister der zweithöchsten Spielklasse wurden LASK Ladies (Mitte), SV Gloggnitz (Ost), FC Koblach (West) und SC St. Ruprecht/Raab (Landesliga Steiermark). In den Relegationsspielen konnte sich SV Gloggnitz durchsetzen und war somit berechtigt in der Saison 2005/06 in der ÖFB-Frauenliga zu spielen.

## Erste Leistungsstufe – Bundesliga Frauen

### Modus
Im Rahmen des im Meisterschaftsmodus durchgeführten Bewerbes spielte jede Mannschaft zweimal gegen jede teilnehmende gegnerische Mannschaft (Hin- und Rückrunde). Das Heimrecht ergibt sich durch die Auslosung.

### Saisonverlauf
Die Bundesliga der Frauen wurde mit 10 Vereinen ausgetragen, wobei jede Mannschaft im Herbst- und im Frühjahrsdurchgang auf ein Mal auf jeden Gegner traf. SV Neulengbach holte sich zum dritten Mal in Folge den österreichischen Meistertitel und gewann in dieser Saison den ÖFB-Pokal mit einem Finalsieg über den Innsbrucker AC. Mit dem Meistertitel qualifizierten sich die Niederösterreicherinnen zugleich für den UEFA Women’s Cup der Saison 2005/06. Die Abstiegsfrage entschied sich erst in der allerletzten Runde zu Ungunsten des 1. DFC Leoben, der in der Folgesaison damit in der 2. Division Süd (Landesliga Steiermark) spielte.

### Abschlusstabelle
Die Meisterschaft endete mit folgendem Ergebnis:
| Pl.                            | Verein                        | Sp. | S  | U | N  | Tore    | Diff. | Punkte |
| ------------------------------ | ----------------------------- | --- | -- | - | -- | ------- | ----- | ------ |
| 1.                             | SV Neulengbach (M, C, S)      | 18  | 18 | 0 | 0  | 098:150 | +83   | 54     |
| 2.                             | Union Kleinmünchen            | 18  | 12 | 3 | 3  | 055:340 | +21   | 39     |
| 3.                             | Innsbrucker AC                | 18  | 11 | 2 | 5  | 053:290 | +24   | 35     |
| 4.                             | USC Landhaus                  | 18  | 9  | 4 | 5  | 042:250 | +17   | 31     |
| 5.                             | USG Ardagger/Neustadtl        | 18  | 7  | 4 | 7  | 042:290 | +13   | 25     |
| 6.                             | LUV Graz                      | 18  | 6  | 1 | 11 | 025:450 | −20   | 19     |
| 7.                             | ASK Erlaa (N)                 | 18  | 4  | 4 | 10 | 030:380 | −8    | 16     |
| 8.                             | FC Südburgenland              | 18  | 5  | 0 | 13 | 027:600 | −33   | 15     |
| 9.                             | ASV St. Margarethen/Lavanttal | 18  | 3  | 3 | 12 | 012:570 | −45   | 12     |
| 10.                            | 1. DFC Leoben (N)             | 18  | 3  | 3 | 12 | 013:650 | −52   | 12     |
| Stand: Endstand. Quelle: NOeFV |                               |     |    |   |    |         |       |        |

| (M) | Österreichischer Fußball-Frauenmeister 2003/04         |
| (C) | ÖFB-Ladies-Cup-Sieger 2003/04                          |
| (S) | ÖFB-Supercup der Frauen-Sieger 2004 der Saison 2003/04 |
| (N) | Neuaufsteiger der Saison 2003/04                       |

Qualifiziert über die Relegation
- 2. Division Ost – Regionalliga West: SV Gloggnitz (Relegation zur ÖFB-Frauenliga)

## Zweite Leistungsstufe
Um die Kosten für die Vereine zu reduzieren, wird diese in drei regionalen Gruppen ausgespielt: 2. Division Mitte, 2. Division Ost, Landesliga Steiermark und Regionalliga West.
Die zweite Leistungsstufe bestand aus vier Ligen, getrennt nach Regionen:
- 2. Division Mitte mit den Vereinen aus Oberösterreich (OFV) und Salzburg (SFV),
- 2. Division Ost mit den Vereinen aus Niederösterreich (NÖFV) und Wien (WFV),
- Landesliga Steiermark mit den Vereine aus Burgenland (BFV), Kärnten (KFV) und Steiermark (StFV) und
- Regionalliga West mit den Vereinen aus Tirol (TFV) und Vorarlberg (VFV).

Der allgemeine Modus sieht vor, dass die Meister der Ligen zum ersten Mal in einer Relegation um den Aufstieg in die ÖFB-Frauenliga spielen konnten. Der Tabellenletzte der jeweiligen Liga stieg ab.

### 2. Division Mitte

#### Modus
Die 2. Division Mitte wurde aus 6 Vereinen der Landesverbände von Salzburg und Oberösterreich gebildet. Der Meister spielte in Relegationsspielen gegen den Meister der 2. Division Ost um den Aufstieg in die ab der Folgesaison als ÖFB-Frauenliga bezeichnete Bundesliga.

#### Saisonverlauf
Die LASK Ladies qualifizierten sich mit dem Meistertitel für die Relegationsspiele zur ÖFB-Frauenliga, scheiterten jedoch am Meister der 2. Division Ost, dem SV Gloggnitz. Gegründet wurde die Frauenmannschaft des LASK Linz erst im Vorjahr, als die Damen des Ladies Soccer Club Linz zum LASK wechselten.

#### Abschlusstabelle
Die Meisterschaft endete mit folgendem Ergebnis:
| Pl.                          | Verein                | Sp. | S  | U | N  | Tore    | Diff. | Punkte |
| ---------------------------- | --------------------- | --- | -- | - | -- | ------- | ----- | ------ |
| 1.                           | LASK Ladies 2LM1      | 20  | 14 | 0 | 6  | 063:330 | +30   | 42     |
| 2.                           | USK Hof               | 20  | 9  | 5 | 6  | 028:320 | −4    | 32     |
| 3.                           | SV Spittal/Drau       | 20  | 8  | 5 | 7  | 031:270 | +4    | 29     |
| 4.                           | Union Kleinmünchen II | 20  | 8  | 3 | 9  | 040:470 | −7    | 27     |
| 5.                           | SV Garsten            | 20  | 7  | 3 | 10 | 054:480 | +6    | 24     |
| 6.                           | ASK Maxglan 2LM2      | 20  | 3  | 6 | 11 | 031:600 | −29   | 15     |
| Stand: Endstand. Quelle: OFV |                       |     |    |   |    |         |       |        |

Aufsteiger
- Oberösterreich: ASKÖ Dionysen/Traun
- Salzburg: keiner

Die Frauenfußballmannschaft des finanziell angeschlagenen ASK Salzburg wurde während der laufenden Saison in den 2005 neu gegründeten Zweigverein Arbeiter Sportklub Maxglan überführt.

### 2. Division Ost

#### Modus
Die 2. Division Ost wird aus 10 Vereinen der Landesverbände Wien und Niederösterreich gebildet. Der Meister spielte in Relegationsspielen gegen den Meister der 2. Division Mitte um den Aufstieg in die ab der Folgesaison in ÖFB-Frauenliga umbenannte Bundesliga.

#### Saisonverlauf
Der niederösterreichische Verein SV Gloggnitz brachte in den 1950er Jahren bereits seine Herrenmannschaft in die Staatsliga und schaffte es nun mit der Frauenmannschaft erstklassig zu werden.

#### Abschlusstabelle
Die Meisterschaft endete mit folgendem Ergebnis:
| Pl.                            | Verein                                  | Sp. | S  | U | N  | Tore    | Diff. | Punkte |
| ------------------------------ | --------------------------------------- | --- | -- | - | -- | ------- | ----- | ------ |
| 1.                             | SV Gloggnitz (N) 2DM1                   | 18  | 13 | 3 | 2  | 065:270 | +38   | 41     |
| 2.                             | SG ASV Spratzern/SV Neulengbach II 2DM2 | 18  | 11 | 5 | 2  | 057:200 | +37   | 38     |
| 3.                             | SV Langenrohr 2DM1                      | 18  | 11 | 3 | 4  | 055:210 | +34   | 35     |
| 4.                             | SV Groß-Schweinbarth                    | 18  | 9  | 5 | 4  | 052:340 | +18   | 32     |
| 5.                             | 1. SVg Guntramsdorf                     | 18  | 10 | 2 | 6  | 046:290 | +17   | 32     |
| 6.                             | USC Landhaus II                         | 18  | 9  | 3 | 6  | 043:380 | +5    | 30     |
| 7.                             | SV Horn                                 | 18  | 7  | 3 | 8  | 048:420 | +6    | 24     |
| 8.                             | DFC Heidenreichstein                    | 18  | 3  | 3 | 12 | 010:380 | −28   | 12     |
| 9.                             | DFV Juwelen Janecka                     | 18  | 1  | 2 | 15 | 026:780 | −52   | 05     |
| 10.                            | DSG Wien United (N)                     | 18  | 1  | 1 | 16 | 012:870 | −75   | 04     |
| Stand: Endstand. Quelle: NOeFV |                                         |     |    |   |    |         |       |        |

| (N) | Neueinsteiger aus der Landesliga der Saison 2003/04 |

Aufsteiger
- Niederösterreich: FSC Hainfeld
- Wien: ESV Süd-Ost

### Landesliga Steiermark

#### Modus
Die Landesliga Steiermark wurde mit sieben Vereinen gespielt und wurde in zwei Hin- und einer Rückrunde in 18 Spiele für jeden Verein der Meister ermittelt.

#### Saisonverlauf
Die Liga setzte sich aus insgesamt sieben Vereinen zusammen. Meister der Landesliga Steiermark wurde 1. DFC Leoben, der in der nächsten Saison in der Frauen-Bundesliga spielte.

#### Abschlusstabelle
Die Meisterschaft endete mit folgendem Ergebnis:
| Pl.                           | Verein                  | Sp. | S  | U | N  | Tore    | Diff. | Punkte |
| ----------------------------- | ----------------------- | --- | -- | - | -- | ------- | ----- | ------ |
| 1.                            | SC St. Ruprecht/Raab    | 17  | 16 | 1 | 0  | 144:800 | +136  | 49     |
| 2.                            | FC Südburgenland II (N) | 18  | 11 | 4 | 3  | 052:300 | +22   | 37     |
| 3.                            | SC Unterpremstätten     | 17  | 9  | 2 | 6  | 048:410 | +7    | 29     |
| 4.                            | LUV Graz II             | 17  | 8  | 0 | 9  | 035:470 | −12   | 24     |
| 5.                            | FC Maria Lankowitz      | 17  | 6  | 1 | 10 | 033:550 | −22   | 19     |
| 6.                            | FC Ligist               | 17  | 6  | 0 | 11 | 029:470 | −18   | 18     |
| 7.                            | ASK Köflach (N)         | 17  | 0  | 0 | 17 | 008:121 | −113  | 0      |
| Stand: Endstand. Quelle: StFV |                         |     |    |   |    |         |       |        |

| (N) | Neueinsteiger aus der Landesliga der Saison 2003/04 |

Aufsteiger
- Burgenland: keiner
- Kärnten: keiner
- Steiermark: keiner

### Regionalliga West

#### Modus
Die Liga bestand aus sechs Vereinen, die einer Hin- und einer Rückrunden gegeneinander spielten. So wurden in 10 Runden der Meister der Regionalliga West ermittelt.

#### Saisonverlauf
Die Regionalliga West begann am 18. September 2004 und endete am 11. Juni 2005 mit der 10. Runde. Meister wurde der FC Koblach, der jedoch nicht in die höchste Spielklasse aufsteigen wollte.

#### Abschlusstabelle
Die Meisterschaft endete mit folgendem Ergebnis:
| Pl.                          | Verein                          | Sp. | S | U | N | Tore    | Diff. | Punkte |
| ---------------------------- | ------------------------------- | --- | - | - | - | ------- | ----- | ------ |
| 1.                           | FC Koblach                      | 10  | 8 | 0 | 2 | 032:100 | +22   | 24     |
| 2.                           | Schwarz-Weiß Bregenz            | 10  | 6 | 2 | 2 | 028:130 | +15   | 20     |
| 3.                           | Innsbrucker AC II               | 10  | 5 | 3 | 2 | 025:700 | +18   | 18     |
| 4.                           | SK Zirl                         | 10  | 4 | 0 | 6 | 022:260 | −4    | 12     |
| 5.                           | SPG FC Lingenau/FC Mellau       | 10  | 3 | 1 | 6 | 027:260 | +1    | 10     |
| 6.                           | SPG FC Egg/FC Alberschwende RW1 | 10  | 1 | 0 | 9 | 007:590 | −52   | 03     |
| Stand: Endstand. Quelle: TFV |                                 |     |   |   |   |         |       |        |

Aufsteiger
- Tirol: keiner
- Vorarlberg: FC Rätia Bludenz, New Energy 95 Lustenau, FC Nüziders

## Relegation

### Relegation zur ÖFB-Frauenliga
Die Meister der beiden 2. Divisionen Ost und Mitte spielten in zwei Relegationsspielen einen Aufsteiger in die ÖFB-Frauenliga aus. Der SV Gloggnitz aus Niederösterreich gewann gegen die LASK Ladies aus Oberösterreich mit einem Gesamtscore von 7:3 und spielt in der Saison 2005/06 in der höchsten österreichischen Frauen-Fußballliga. Die LASK Ladies bleiben zweitklassig und spielen weiter in der 2. Division Mitte.
| Datum                       |                    | Gesamt |                   | Hinspiel  | Rückspiel |
| --------------------------- | ------------------ | ------ | ----------------- | --------- | --------- |
| 11. Juni 2005 18. Juni 2005 | SV Gloggnitz (2DO) | 7:3    | LASK Ladies (2DM) | 4:1 (1:1) | 3:2 (1:1) |

| Legende: (2DO): 2. Division Ost, (2DM): 2. Division Mitte |